# باشگاه فوتبال جده عربستان سعودی
باشگاه فوتبال جده (عربی: نادی جده) یک باشگاه فوتبال واقع در شهر جده در عربستان سعودی است و اکنون در لیگ دسته اول فوتبال عربستان سعودی حضور دارد.
این باشگاه فوتبال در سال ۱۹۶۸ تأسیس شد.